# Região Geográfica Imediata de Macaé-Rio das Ostras
A Região Geográfica Imediata de Macaé-Rio das Ostras é uma das quinze regiões imediatas do estado brasileiro do Rio de Janeiro, uma das duas regiões imediatas que compõem a Região Geográfica Intermediária de Macaé-Rio das Ostras-Cabo Frio e uma das 509 regiões imediatas no Brasil, criadas pelo IBGE em 2017.
É composta por seis municípios, tendo uma população estimada pelo IBGE para 1.º de julho de 2019, de 517 759 habitantes e uma área total de 3 351,77 km².
As cidades-sede Macaé e Rio das Ostras são as mais populosas da região, tendo 78% da população total.

## Municípios
Fonte: IBGE – Cidades
| Município           | População Estimativa 2019 | Área (km²) |
| ------------------- | ------------------------- | ---------- |
| Carapebus           | 16 301                    | 307,39     |
| Casimiro de Abreu   | 44 184                    | 462,92     |
| Conceição de Macabu | 23 228                    | 349,21     |
| Macaé               | 256 672                   | 1 215,46   |
| Quissamã            | 24 700                    | 709,40     |
| Rio das Ostras      | 150 674                   | 307,39     |
| Total               | 517 759                   | 3 351,77   |